# Piotr Pawłowski (działacz społeczny)

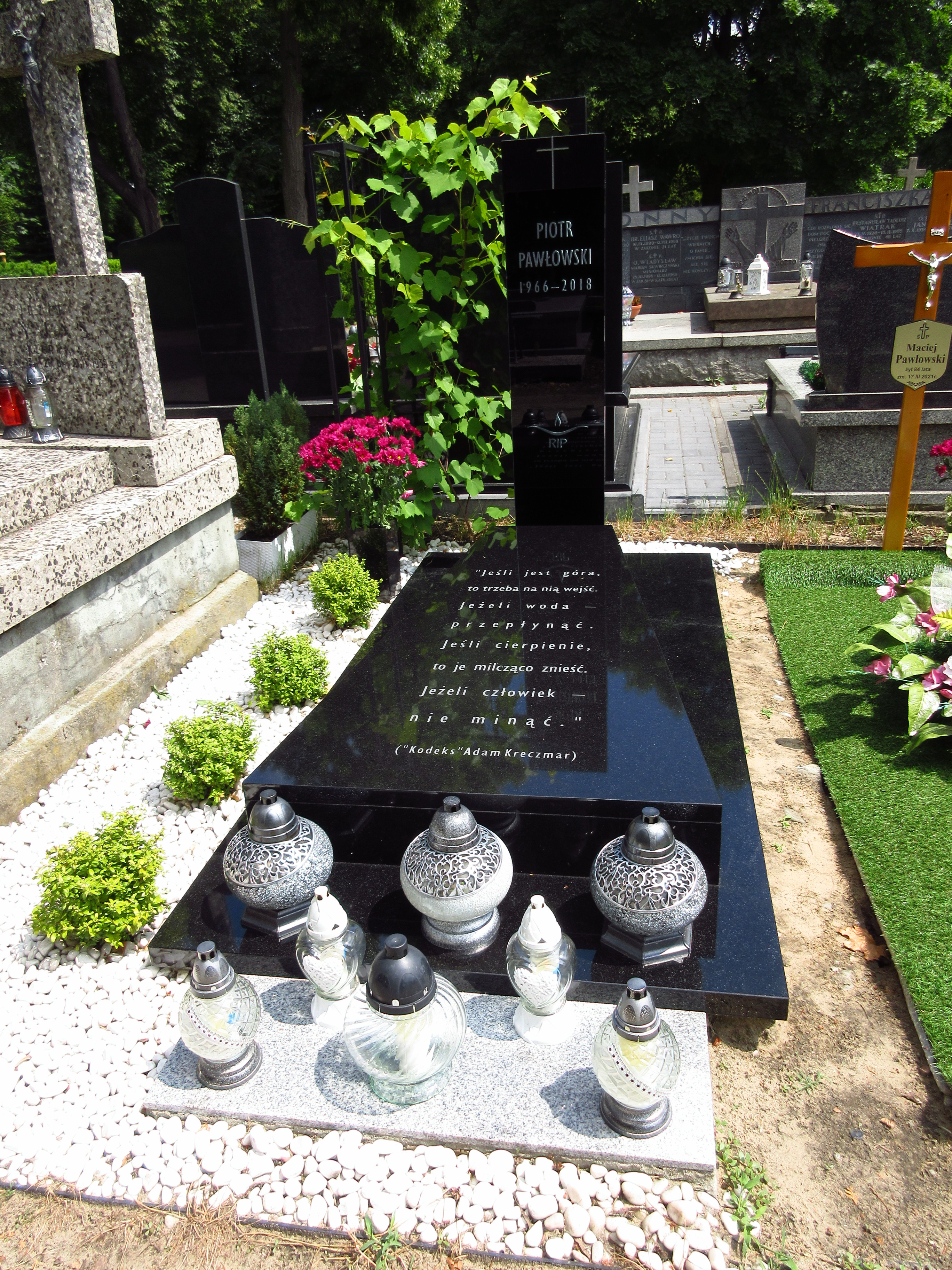
Grób Piotra Pawłowskiego na cmentarzu Bródnowskim

Piotr Maciej Pawłowski (ur. 30 marca 1966 w Legionowie, zm. 8 października 2018) – polski działacz społeczny, założyciel i prezes Stowarzyszenia Przyjaciół Integracji oraz Fundacji Integracja, których celem jest działanie na rzecz osób z niepełnosprawnością.

## Życiorys
W wieku 16 lat podczas wakacji niefortunnie skoczył do wody, w wyniku czego od tamtej pory poruszał się na wózku inwalidzkim. Zanim stał się osobą całkowicie sparaliżowaną grał w koszykówkę i uprawiał lekkoatletykę.
Absolwent Instytutu Studiów nad Rodziną Uniwersytetu Kardynała Stefana Wyszyńskiego i Podyplomowych Studiów Etyki i Filozofii na Uniwersytecie Warszawskim. Doktorant Instytutu Filozofii i Socjologii Polskiej Akademii Nauk.
Był miłośnikiem malarstwa – malował ustami, najchętniej pejzaże i martwą naturę. Od 1989 roku należał do Światowego Związku Artystów Malujących Ustami i Nogami. Swoje prace wystawiał m.in. w Muzeum Narodowym w Warszawie.

### Działalność społeczna
W 1994 roku założył magazyn dla osób z niepełnosprawnością, ich rodzin i przyjaciół o nazwie „Integracja”, który jest największym, ukazującym się nieprzerwanie pismem o tej tematyce w Polsce. W 1995 roku z grupą kilkunastu osób powołał do życia Stowarzyszenie Przyjaciół Integracji. Dwa lata później założył Fundację Integracja, która powstała, aby wspierać działania Stowarzyszenia.
Był członkiem i założycielem m.in. Stowarzyszenia Grupy Aktywnej Rehabilitacji. Inicjował powstanie i jest wiceprezesem Koalicji na Rzecz Osób z Niepełnosprawnością. Był członkiem m.in. Rady Fundacji Integralia Grupy Ergo Hestia oraz zarządu Międzynarodowego Stowarzyszenia Innowatorów Społecznych „ASHOKA” w Polsce.
Jego działalność publiczna to także m.in. uczestniczenie jako aktywny członek w pracach komisji sejmowych, głównie Parlamentarnego Zespołu ds. Osób Niepełnosprawnych. Przewodniczy Zespołowi ds. Osób Niepełnosprawnych przy Prezesie Urzędu Transportu Kolejowego oraz jest Społecznym Doradcą Rzecznika Praw Dziecka. Jest członkiem Rady Społecznej przy Prezesie PFRON, a także członkiem Krajowej Rady Konsultacyjnej przy Pełnomocniku Rządu ds. Osób Niepełnosprawnych.
Ekspert przeprowadzający audyty architektoniczne dla wielu firm i instytucji państwowych, wśród nich znajdują się m.in.: Pałac Prezydencki, Sejm Rzeczypospolitej Polskiej, Kancelaria Premiera, Ministerstwo Gospodarki, Mazowieckie Centrum Kultury i Sztuki, placówki Poczty Polskiej, Stadion Miejski w Poznaniu, placówki banków Citi Handlowy i BZWBK w całej Polsce, Urząd Miasta Gdyni oraz dworce PKP w Warszawie, Poznaniu, Katowicach, Krakowie, Gdańsku i Gdyni.
Ekspert w zakresie audytu dostępności serwisów internetowych dla potrzeb osób z różnymi niepełnosprawnościami. Współpracował z blisko 500 instytucjami i organizacjami działającymi na terenie całego kraju. W 2012 roku wspierał m.in. Kancelarię Prezesa Rady Ministrów w stworzeniu nowego serwisu www.premier.gov.pl, w efekcie czego jest on jednym z najlepiej dostosowanych w Polsce.
Partner dla pracodawców chcących zatrudniać osoby niepełnosprawne. Aktywnie wspierał instytucje publiczne oraz firmy prywatne w dostosowywaniu ich usługi do obsługi klientów z różnymi niepełnosprawnościami. Współpracował m.in. z firmą lotniczą Eurolot, w zakresie szkolenia pracowników personelu pokładowego z obsługi klientów z niepełnosprawnością. Brał udział w konsultacjach z firmą Siemens i Metrem Warszawskim, dotyczących dostosowania wagonów Inspiro do potrzeb osób niepełnosprawnych.
Konsultant przy tworzeniu aktów prawnych m.in. inicjator ustawy o wyrównywaniu szans osób z niepełnosprawnością. Uczestniczył także w pracach nad przyjęciem przez Polskę konwencji ONZ dotyczącej praw osób niepełnosprawnych. Brał udział w pracach dotyczących prawa wyborczego oraz ustawie o ruchu drogowym, a także wielu innych aktów ważnych dla życia osób z niepełnosprawnością.
Autor szeregu eksperckich rekomendacji, opinii i publikacji na temat przeciwdziałania wykluczeniu osób z niepełnosprawnością w różnych obszarach życia.

### Działalność medialna
Twórca i redaktor naczelny magazynu „Integracja” – największego bezpłatnego dwumiesięcznika, skierowanego do osób z niepełnosprawnością, ich rodzin i przyjaciół (wydanych ponad 100 numerów), który promuje działania przeciwdziałające wykluczeniu społecznemu całego środowiska. Magazyn „Integracja” to najbardziej opiniotwórcze pismo i największe źródło informacji o niepełnosprawności na polskim rynku wydawniczym.
Pomysłodawca i redaktor naczelny powstałego w 2003 roku portalu www.niepelnosprawni.pl – największego medium internetowego podejmującego tematykę niepełnosprawności w różnych jej aspektach, odwiedzanego przez ok. 200 000 internautów miesięcznie.
Autor licznych programów telewizyjnych i radiowych. Współtworzył i prowadził program „Integracja” (emitowany w Polsat News) – audycję telewizyjną, która w całości poświęcona jest zagadnieniem związanym z niepełnosprawnością, a jej celem jest propagowanie integracji społecznej i zwiększanie świadomości społecznej o niepełnosprawności.
Pomysłodawca wielu głośnych kampanii społecznych. Do najbardziej znanych należą:
- „Niepełnosprawni – normalna sprawa” (2000)

Nagrodzona w 2001 roku IPRA „Golden World Awards”, nominowana jako jedna z najlepszych do nagrody ONZ oraz nagrodzona za najlepiej zrealizowaną kampanię społeczną w Konkursie Działań Public Relations „MEDIUM 2001”.
- „Płytka wyobraźnia to kalectwo” (2000)

Wyróżniona w 2003 roku na Festiwalu Komunikacji Społecznej w Konkursie „Społeczny Program Roku”.
- „Czy naprawdę jesteśmy inni?” (2003)

Nagrodzona statuetką EFFIE 2004.
- „Czy naprawdę chciałbyś być na naszym miejscu?” (2005)

Nagrodzona statuetką EFFIE 2006.
- „Sprawni w pracy” (2006)

Wyróżniona nagrodą Pełnomocnika Rządu ds. Osób Niepełnosprawnych.

### Centra Integracja
W 2003 roku otworzył pierwsze Centrum Integracja. W kilka lat później powstały kolejne, zlokalizowane w Krakowie (od 2006), Gdyni (od 2007), Zielonej Górze (od 2007) i Katowicach (od 2009). Centra Integracja to punkty konsultacyjne, które prowadzą szeroko pojętą aktywizację zawodową osób niepełnosprawnych, w ramach której mają one możliwość podnoszenia kwalifikacji i nabywania umiejętności niezbędnych do skutecznego poruszania się po współczesnym rynku pracy.

## Życie prywatne
Od 1999 roku był w związku małżeńskim z Ewą Pawłowską. Mieszkał w Warszawie. Został pochowany na cmentarzu Bródnowskim w Warszawie (kwatera 91A-6-2).

## Wyróżnienia i nagrody
Odznaczony został licznymi nagrodami za działalność społeczną. Do najważniejszych należą:
- Nagroda im. Andrzeja Bączkowskiego (2000)
- Krzyż Kawalerski Orderu Odrodzenia Polski (2001)
- Medal Komisji Edukacji Narodowej (2003)
- Nagroda Totus przyznawana przez Fundację „Dzieło Nowego Tysiąclecia” (2003)
- Honorowy Obywatel Gdyni (2004)
- Medal im. Wacława Szuberta (2006)
- Odznaka honorowa „Za Zasługi dla Ochrony Praw Człowieka” (2010)[5][6][7][8]
- Honorowa Nagroda Rzecznika Praw Dziecka (2011)[9]
- Odznaka Honorowa za Zasługi dla Ochrony Praw Dziecka (2018)[10]
- Krzyż Oficerski Orderu Odrodzenia Polski (pośmiertnie, 2018)[11]